# Balıqçılar
Balıqçılar è un comune dell'Azerbaigian situato nel distretto di Lənkəran.